# Kunyu Wanguo Quantu

Kunyu Wanguo Quantu, japanische Fassung aus der Kano-Sammlung der Universitätsbibliothek Tōhoku

Kunyu Wanguo Quantu (chinesisch 坤輿萬國全圖, Pinyin Kūnyú Wànguó Quántú – „Gesamtkarte der unzähligen Länder der Welt“; italienisch: Carta Geografica Completa di tutti i Regni del Mondo) ist die früheste bekannte chinesische Weltkarte im Stil der europäischen Karten. Sie wurde zum ersten Mal in China im Jahr 1602 von Matteo Ricci und seinen chinesischen Mitstreitern, dem Mandarin Zhang Wentao (張文濤) und dem Übersetzer Li Zhizao (李之藻), im Auftrag des Kaisers Wanli gedruckt.
Die Karte war für das wachsende chinesische Verständnis über die Welt von wesentlicher Bedeutung. Sie wurde später nach Japan exportiert und war auch dort einflussreich.